# Yapa mala

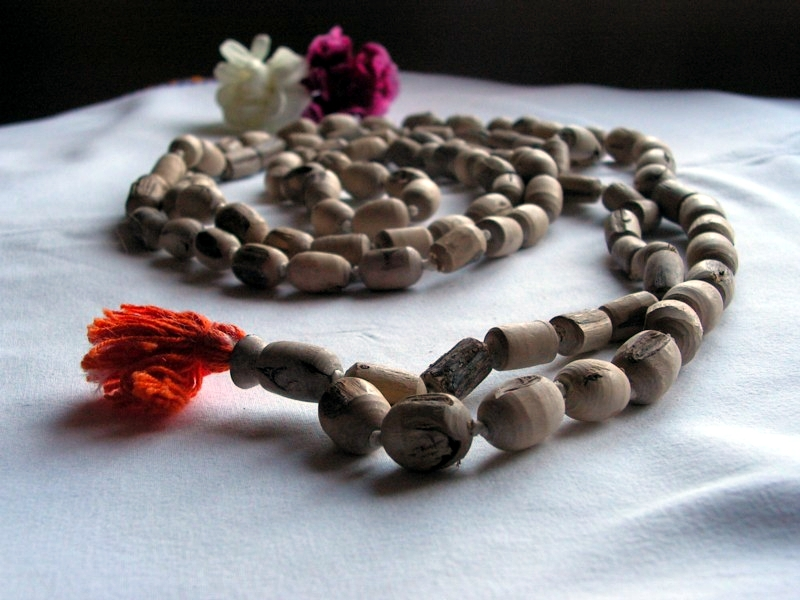
Un yapa mala de madera de tulasi.

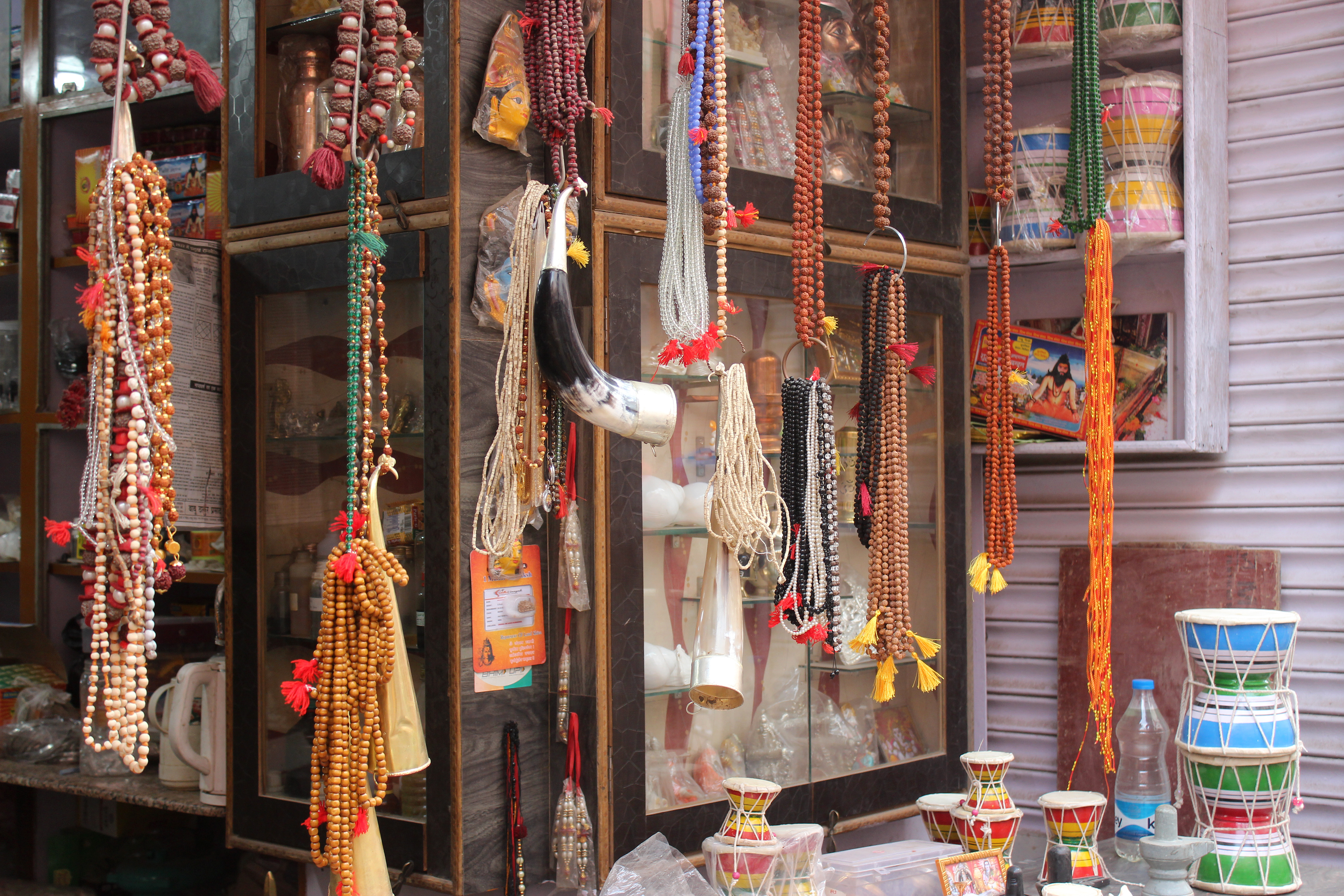
Diferentes tipos de Japa mala (rosarios) que se venden en Varanasi, India

Un mala o japa mala es una sarta de 108 cuentas esféricas, generalmente de madera, usada en el hinduismo, el budismo y el sijismo para recitar mantras o el nombre o los nombres de una deidad.

## Etimología
- japamālā, en el sistema AITS (alfabeto internacional para la transliteración del sánscrito).
- जपमाला, en escritura devanagari del sánscrito.
- japa-mala, en inglés.
- Pronunciación:
  - /yápa mála/ o /shápa mála/.[2]
  - [ɟ͡ʝɐpɐ mɑːlɑː] (pronunciación según el AFI [alfabeto fonético internacional]).
- Etimología: del verbo yap, ‘decir en voz baja, murmurar (especialmente oraciones o encantamientos), rezar en voz baja’.[2]
- Historia del término: no aparece en el Rig-veda (el texto más antiguo de la India, de mediados del II milenio a. C.) ni en los restantes Vedas. Aparece por primera vez en el Shatápatha-brahmana (de mediados del I milenio a. C.) y en el Aitareia-brahmana.

Objetos parecidos de otras religiones guardan cierto paralelismo con el mālā, como el rosario, el cordón de oración cristianos o el tasbih musulmán.

## Nombre
Según el diccionario sánscrito-inglés de Monier-Williams, yapa significa ‘murmurar oraciones, repetir en un tono susurrante pasajes de las escrituras sagradas, encantamientos, o nombres de una divinidad’, mientras que 'mālā' se traduce como ‘guirnalda’.
Debido a su terminación en -a, los hispanohablantes tratan el término sánscrito masculino yapa como femenino: «la yapa».

## El mala hinduista
Se fabrican, principalmente, con madera de sándalo o de tulasi, pero puede ser de otra clase de madera, o simplemente de semillas de rudraksha. Llevan un nudo entre cuenta y cuenta, y tras las primeras ocho, se separan atando un hilo entre la octava y novena cuentas. Cada cuenta puede llevar tallado uno de los 108 nombres principales del dios Visnú. Además de estas 108 cuentas, lleva una cuenta extra más grande con un penacho de hilos, que va en el medio.
Para rezar yapa se toma el yapa mala en la mano derecha, y ―con los dedos pulgar y medio (o corazón)― se toma una de las dos cuentas que se encuentran contiguas a la cuenta empenachada que sobresale del collar. Mientras se hace girar en sí misma la cuenta se pronuncia el mantra. Al terminar el mantra, se pasa a la segunda cuenta, siempre haciendo avanzar el rosario hacia delante.
Cuando se haya recitado el mantra 108 veces ―lo que se denomina una «ronda» de japa―, se llegará a la cuenta empenachada. Esta no debe ser tomada entre los dedos (aunque no hay problema en tocarla), sino que se debe girar el rosario completo y comenzar la siguiente ronda con la cuenta con que se terminó (la n.º 108).

La recitación de la yapa se puede hacer en voz baja o alta, está bien. No existe la restricción de que deba cantarse en silencio. Lo importante es que se debe cantar atentamente, escuchando la vibración sonora muy claramente.
Prabhupada (fundador de los hare krisna),
carta del 8 de marzo de 1969.

La yapa se debe cantar temprano en la mañana con completa concentración, de preferencia durante las horas del brahma muhurta [que comienza 96 minutos antes del amanecer, y dura 48 minutos]. Concéntrate por completo en la vibración sonora del mantra, pronunciando cada nombre claramente.
Prabhupada,
carta del 6 de enero de 1972.

El yapa mala posee 108 cuentas. En el hinduismo, el número 108 tiene una importancia mística, ya que se considera un perfecto dígito de tres cifras, múltiplo de tres, cuya suma de sus dígitos es igual a 9, que es tres veces tres.
- Según los vaisnavas gaudíias (krisnaístas, o ‘visnuistas de Bengala’, a los que pertenecen los hare krisna), hay 108 gopis (pastoras) principales alrededor del dios Krisna (quien sería la cuenta empenachada). Según otro autor,[5] la cuenta empenachada sería el monte Meru, una de las moradas de los dioses.[6]
- Visnú tiene 108 nombres principales (aunque hay otra lista llamada Visnú-sajasra-nama: ‘los mil nombres de Visnú’).
- Entre un total de más de 250 textos Upanishad (historias con moralejas religiosas y filosóficas) existen 108 principales.

## El mala budista

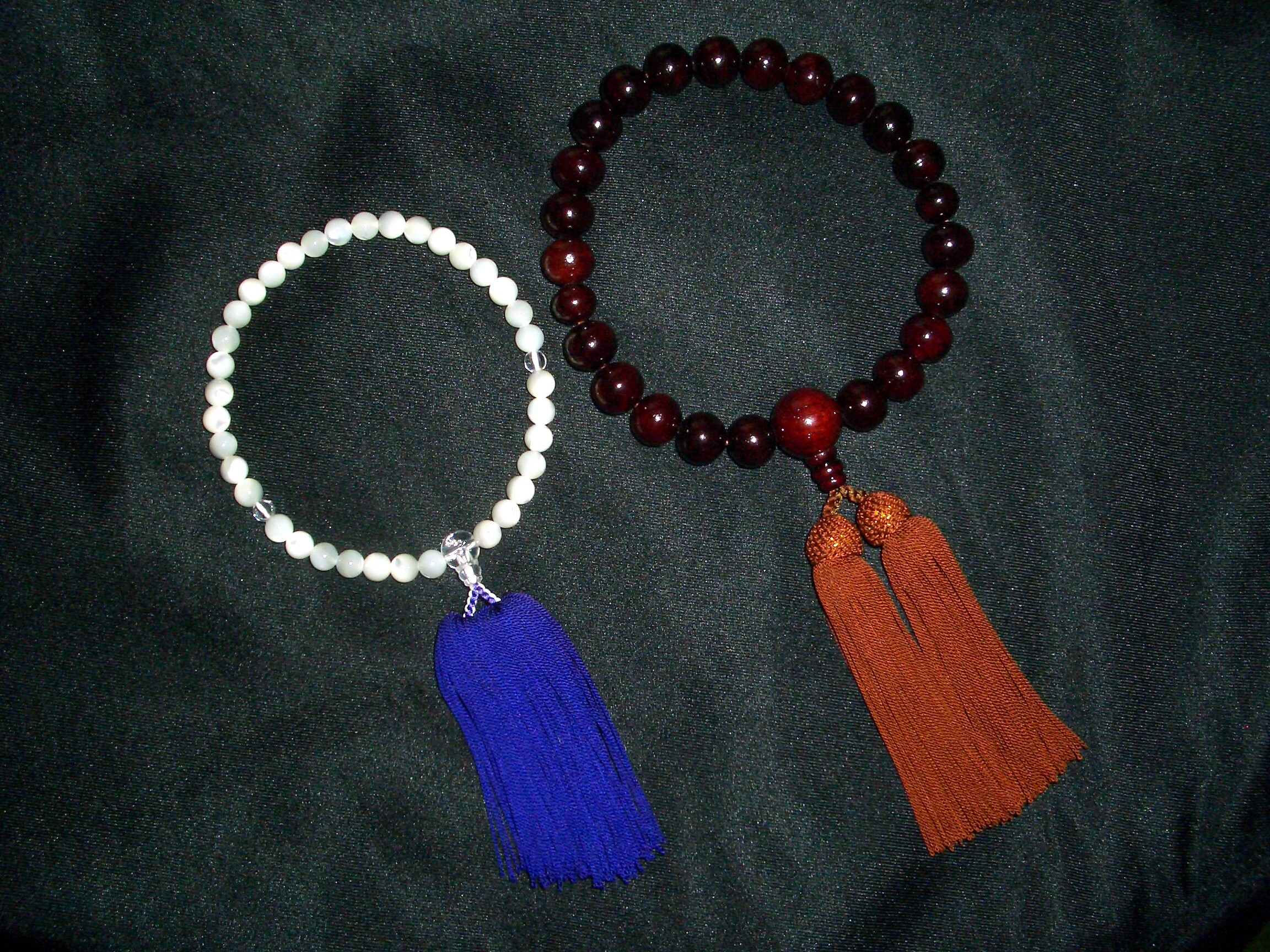
Yapa mala budista para una sola mano (izquierda, para mujeres, derecha, para varones).

Es usado en la tradición budista, principalmente en las escuelas tibetanas, para la recitación de mantras.
Se compone de 108 cuentas de diferentes materiales que unidas forman una especie de  “collar” que se coloca ya sea en el cuello o en el brazo izquierdo. Presenta tres divisiones marcadas en las cuentas 27, 54 y 81 dividiéndolo en cuatro partes exactas. Tiene una cuenta más grande o Guru que es en donde inicia y termina el mala. Al final de esta mala pueden tener una serie de filamentos o dos cuentas, una redonda y una cilíndrica (como en el caso de los malas tibetanos) que representan la sabiduría de todos los Budas y la vacuidad de todo fenómeno respectivamente.
En el Budismo el número 108 tiene también varias representaciones. Se dice que existen 108 tipos de oscurecimientos mentales que impiden ver claramente o con la vista de un Buda, despierto o iluminado. Estas 108 kleshas (oscurecimientos o venenos) provienen a partir de la siguiente fórmula: Las tres formas de experiencia (positiva, negativa o neutra) multiplicada por los 6 sentidos (vista, oído, tacto, gusto, olfato y conciencia o mente) nos da un total de 18. Luego estos 18 por las dos formas de experimentar toda experiencia ya sea como apego o aversión nos da 36. Y estas multiplicadas por las tres formas de tiempo (presente, pasado y futuro) termina por darnos el número de 108. Cuando el ser es capaz de superar estas 108 klesha entonces alcanzará el nirvana o la iluminación.
Está dividido en tres partes porque al igual que el número 108, el número 3 representa los tres tiempos (pasado, presente y futuro); el cuerpo, palabra y mente (importantes a purificar); los tres venenos (odio, avidez e ignorancia) o las Tres Joyas (el Buda, el Dharma y la Sangha). 
El mala debe girarse en dirección horaria con los dedos pulgar (que representa la divinidad o el estado del Buda) y el dedo índice (que representa el ser individual); todo esto representa la unión de lo divino con lo individual, o la búsqueda de la budeidad. Al llegar a la cuenta final y para continuar el conteo de mantras, se debe girar el mala de forma que no se pase sobre la cuenta Gurú, y se reinicia de nuevo el conteo. Algunos malas poseen contadores extras entre las cuentas 8 y 9 con aros que sirven para realizar conteos de décimas y centésimas en la recitación de mantras.
Los materiales tradicionales de los que se ha hecho el mala son la madera (del árbol de Bodhi o donde alcanzó la iluminación el Buda histórico), de sándalo e incluso de hueso animal o humano (son usados solo por personas espiritualmente elevadas por su carga kármica). Ni los animales ni los humanos, son asesinados con fines de realizar el mala. 
El mala es todo menos un artículo de joyería.

## En el sijismo
Los sijes también oran y meditan regularmente repitiendo el Naam (el nombre de Dios), o algún mantra, como el biya mantra "Sat Nam" (‘nombre eterno’) o "Wahe Guru", frecuentemente con la ayuda de un rosario de cuentas o yapa-mala. El fundador de la religión, Gurú Nanak, es a menudo retratado con un mala en sus manos y alrededor de su cuello.